# Municipio de Jackson (condado de Clarke)
El municipio de Jackson (en inglés: Jackson Township) es un municipio ubicado en el condado de Clarke en el estado estadounidense de Iowa. En el año 2010 tenía una población de 450 habitantes y una densidad poblacional de 4,72 personas por km².

## Geografía
El municipio de Jackson se encuentra ubicado en las coordenadas 41°1′49″N 93°36′54″O / 41.03028, -93.61500. Según la Oficina del Censo de los Estados Unidos, el municipio tiene una superficie total de 95.43 km², de la cual 95,43 km² corresponden a tierra firme y (0 %) 0 km² es agua.

## Demografía
Según el censo de 2010, había 450 personas residiendo en el municipio de Jackson. La densidad de población era de 4,72 hab./km². De los 450 habitantes, el municipio de Jackson estaba compuesto por el 99,11 % blancos, el 0,22 % eran amerindios, el 0,67 % eran asiáticos. Del total de la población el 0 % eran hispanos o latinos de cualquier raza.